# Saint-Seine-l'Abbaye
Saint-Seine-l'Abbaye és un municipi francès, situat al departament de la Costa d'Or i a la regió de Borgonya - Franc Comtat. L'any 2007 tenia 365 habitants.

## Demografia

### Població
El 2007 la població de fet de Saint-Seine-l'Abbaye era de 365 persones. Hi havia 148 famílies, de les quals 48 eren unipersonals (24 homes vivint sols i 24 dones vivint soles), 44 parelles sense fills, 44 parelles amb fills i 12 famílies monoparentals amb fills.
La població ha evolucionat segons el següent gràfic:
Habitants censats

### Habitatges
El 2007 hi havia 207 habitatges, 150 eren l'habitatge principal de la família, 37 eren segones residències i 19 estaven desocupats. 167 eren cases i 40 eren apartaments. Dels 150 habitatges principals, 96 estaven ocupats pels seus propietaris, 46 estaven llogats i ocupats pels llogaters i 8 estaven cedits a títol gratuït; 7 tenien dues cambres, 25 en tenien tres, 47 en tenien quatre i 71 en tenien cinc o més. 85 habitatges disposaven pel capbaix d'una plaça de pàrquing. A 72 habitatges hi havia un automòbil i a 54 n'hi havia dos o més.

### Piràmide de població
La piràmide de població per edats i sexe el 2009 era:
| Homes | Edats   | Dones |
| ----- | ------- | ----- |
| 0     | 95 o +  | 0     |
| 4     | 90 a 94 | 16    |
| 8     | 85 a 89 | 12    |
| 8     | 80 a 84 | 8     |
| 4     | 75 a 79 | 8     |
| 4     | 70 a 74 | 12    |
| 8     | 65 a 69 | 0     |
| 8     | 60 a 64 | 0     |
| 8     | 55 a 59 | 8     |
| 4     | 50 a 54 | 4     |
| 20    | 45 a 49 | 16    |
| 24    | 40 a 44 | 8     |
| 20    | 35 a 39 | 28    |
| 4     | 30 a 34 | 0     |
| 12    | 25 a 29 | 16    |
| 12    | 20 a 24 | 4     |
| 20    | 15 a 19 | 12    |
| 20    | 10 a 14 | 8     |
| 8     | 5 a 9   | 12    |
| 4     | 0 a 4   | 12    |

## Economia
El 2007 la població en edat de treballar era de 214 persones, 168 eren actives i 46 eren inactives. De les 168 persones actives 152 estaven ocupades (81 homes i 71 dones) i 16 estaven aturades (9 homes i 7 dones). De les 46 persones inactives 18 estaven jubilades, 15 estaven estudiant i 13 estaven classificades com a «altres inactius».

### Ingressos
El 2009 a Saint-Seine-l'Abbaye hi havia 156 unitats fiscals que integraven 348 persones, la mediana anual d'ingressos fiscals per persona era de 17.176 €.

### Activitats econòmiques
Dels 40 establiments que hi havia el 2007, 1 era d'una empresa extractiva, 1 d'una empresa alimentària, 1 d'una empresa de fabricació d'altres productes industrials, 4 d'empreses de construcció, 7 d'empreses de comerç i reparació d'automòbils, 3 d'empreses de transport, 5 d'empreses d'hostatgeria i restauració, 1 d'una empresa d'informació i comunicació, 3 d'empreses financeres, 1 d'una empresa de serveis, 10 d'entitats de l'administració pública i 3 d'empreses classificades com a «altres activitats de serveis».
Dels 11 establiments de servei als particulars que hi havia el 2009, 1 era una oficina d'administració d'Hisenda pública, 1 gendarmeria, 1 oficina de correu, 2 oficines bancàries, 1 paleta, 1 fusteria, 1 electricista, 1 perruqueria i 2 restaurants.
Dels 4 establiments comercials que hi havia el 2009, 1 era una gran superfície de material de bricolatge, 1 una botiga de menys de 120 m², 1 una peixateria i 1 una joieria.
L'any 2000 a Saint-Seine-l'Abbaye hi havia 5 explotacions agrícoles que ocupaven un total de 745 hectàrees.

## Equipaments sanitaris i escolars
L'únic equipament sanitari que hi havia el 2009 era una ambulància.
El 2009 hi havia una escola elemental integrada dins d'un grup escolar amb les comunes properes formant una escola dispersa.

## Poblacions més properes
El següent diagrama mostra les poblacions més properes.